# .32 S&W Long
.32 S&W Long, також відомий як 7,65x23 мм, з прямою гільзою, центрального запалення, фланцевий набій ручної зброї, оснований на набої .32 S&W. Його представили в 1896 році для використання в револьвері Smith & Wesson з ручним ежектором. Кольт назвав його .32 Colt New Police в своїх револьверах під цей калібр.

## Історія
Набій .32 S&W Long було представлено в 1896 році для першого револьвера компанії з ручним ежектором. Набій .32 Long зробили простим видовженням гільзи набою .32 S&W. Після появи ручного ежектора, револьвери S&W почали випускати саме такої конструкції. В 1896 набій споряджали димним порохом. В 1903 ручний ежектор отримав нову конструкцію. Набій залишився незмінним, але його почали споряджати бездимним порохом з приблизно таким самим тиском.
Перебуваючи на посаді комісара поліції Нью-Йорка Теодор Рузвельт зробив стандартною поліційною зброєю револьвер Colt New Police. Тоді ж набій прийняли на озброєння кілька північно-східних поліцейських департаментів США. Набій .32 Long добре відомий як надзвичайно точний набій. Саме тому Теодор Рузвельт обрав цей набій щоб покращити точність стрільби офіцерів поліції Нью-Йорку. Компанія Кольта назвала набій .32 S&W Long - .32 "Colt's New Police", одночасно переводячи револьвери Colt New Police з набою .32 Long Colt. Функціонально набої схожі, але набій .32 NP мав кулю з пласким носом у той час як куля набою .32 S&W Long мала круглий ніс.

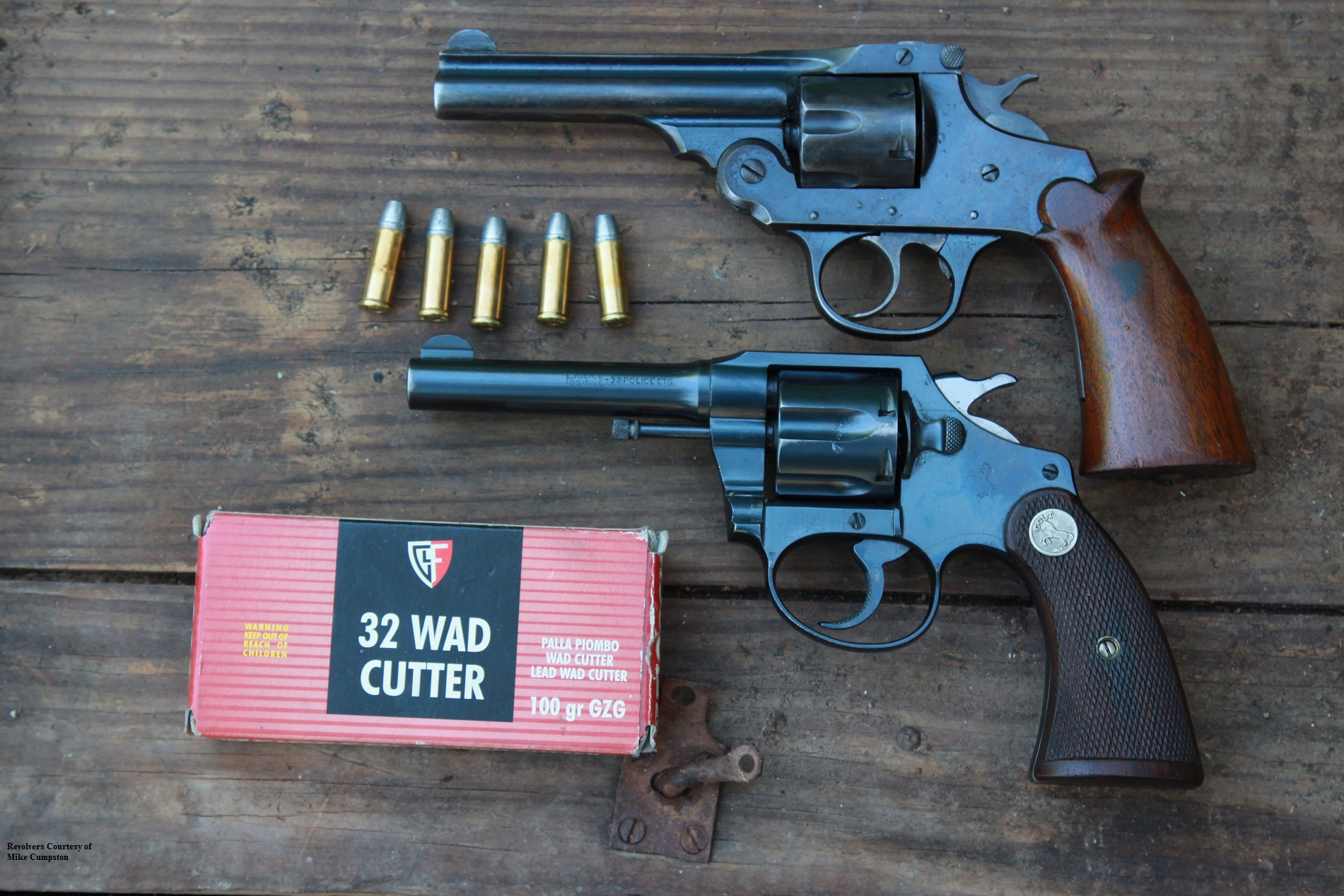
Згори: Iver Johnson Safety Automatic* Знизу: Colt Police Positive -обидва розроблені під набій .32 Smith та Wesson Long/ Colt New Police* Автоматичний значить, що при відкриванні пістолета відбувається автоматична екстракція набоїв.

## Сучасність
В США, зазвичай, старі револьвери створені під цей калібр. Використовувати набій перестали використовувати у невеликих револьверах через використання більш ефективних для самооборони набоїв .38 S&W Special.
Набій .32 S&W Long є популярним серед учасників змагань ISSF 25m centerfire pistol, які використовують високоточні цільові пістолети від таких виробників, як Pardini, Morini, Hämmerli, Benelli, та Walther,, але ці набої мають кулі з пласкою головною частиною.  Спортивний варіант револьверу Manurhin MR 73, також відомий як MR 32, також розроблений під набій .32 S&W Long.
Револьвер IOF .32 випускали під це набій збройні фабрики в Індії для цивільних власників.

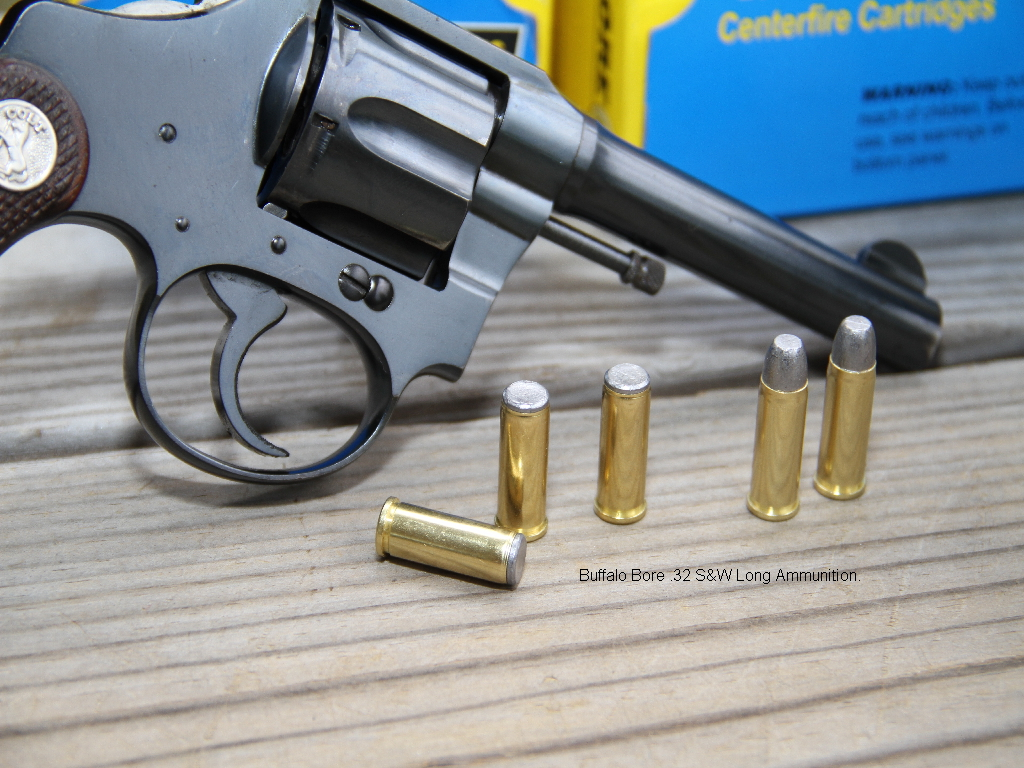
Сучасні високошвидкісні набої .32 S&W Long/Colt New Police.

## Взаємозамінність
За своїми параметрами набій .32 S&W Long схожий на коротший набій .32 S&W та на довші .32 H&R Magnum і .327 Federal Magnum.  Коротким набоєм .32 S&W можна стріляти зі зброї під набій .32 S&W Long; а набій .32 S&W Long можна використовувати в зброї під набій H&R та Federal magnum; хоча більші набої не можна використовувати в зброї під короткий та менш потужний набій.
Набої .32 S&W Long та .32 Long Colt не є взаємозамінними. Хоча деякий час широко писали, що вони взаємозамінні, насправді використовувати в зброї яка для них не створена небезпечно.